# Richard Blackburn Black
Richard Blackburn „Dick“ Black (* 10. August 1902 in Grand Forks, North Dakota; † 11. August 1992 in Bethesda, Maryland) war ein US-amerikanischer Polarforscher. Er nahm an der zweiten (1933–1935) und dritten Antarktisexpedition (1939–1941) unter der Leitung von Richard Evelyn Byrd teil.

## Leben
Black war der einzige Sohn neben einer Tochter des Kesselschmieds George Edgar Black (1859–1936) und dessen Ehefrau Mary Emeline Hogue Black (1867–1948). Nach seinem Abschluss an der University of North Dakota bekleidete er die Stellung eines Bauingenieurs im öffentlichen Dienst. Zwischen 1926 und 1927 nahm er an der Weltreise  auf dem Kreuzfahrtschiff Rijndam teil. 1928 heiratete er Ruth Carolyn Schlaberg (1906–1934), die er während seines Studiums kennengelernt hatte, und zog mit ihr nach Oakland in Kalifornien. Aus dieser Ehe ging ein Sohn hervor. Seine zweite Ehefrau war Aviza Johnson Black (1907–1997), mit der er von 1937 bis zu seinem Tod verheiratet war und zwei Töchter hatte.
Black gehörte zur Mannschaft der zweiten Antarktisexpedition (1933–1935) unter der Leitung des US-amerikanischen Polarforschers Richard Evelyn Byrd. Am 22. Januar 1934 erhielt er bei der Fahrt mit der Bear of Oakland in das Zielgebiet die Nachricht, dass seine Frau, nach der heute der Mount Ruth benannt ist, an einer seltenen Gehirnerkrankung gestorben war. 1937 heiratete Black seine zweite Ehefrau, Aviza Johnson (1907–1997). Im selben Jahr war er auf Hawaii maßgeblich an den Vorbereitungen der Howlandinsel für den Weltumrundungsflug von Amelia Earhart beteiligt. Er war es, der den letzten Funkspruch Earharts empfing, bevor sie über dem Pazifik verschollen ging.
Im Rang eines Commander der United States Navy Reserve plante Black eine eigene Expedition in die Antarktis. US-Präsident Franklin D. Roosevelt überzeugte ihn, stattdessen an der von Byrd geführten United States Antarctic Service Expedition (1939–1941) teilzunehmen. Bei dieser Forschungsreise fungierte Black als Stationskommandant der East Base auf Stonington Island in der Marguerite Bay westlich der Antarktischen Halbinsel. Zudem leitete er am 30. Dezember 1940 den Erkundungsflug, der zur Entdeckung der nach ihm benannten Black-Küste im Osten des Palmerlands führte. Von der Forschungsreise kehrte Black am 5. Mai 1941 an Bord der Aconcagua nach New York City zurück.
Im August 1941 meldete er sich bei der United States Navy zum aktiven Dienst. Er war am 7. Dezember desselben Jahres zugegen beim japanischen Angriff auf Pearl Harbor. Für seine Kriegseinsätze bei der Schlacht um die Gilbertinseln vor Tarawa und der Schlacht um Saipan wurde er mit der Bronze Star Medal ausgezeichnet. Nach dem Krieg war er bei der Federal Aviation Administration auf Hawaii tätig und diente im Koreakrieg als Zivilkraft.
Als Stabschef bei der Operation Deep Freeze war er zwischen 1955 und dem 15. August 1957 nochmals für Forschungsarbeiten in der Antarktis zuständig. Er schied 1962 im Rang eines Konteradmirals der United States Navy aus dem aktiven Dienst aus. Er starb 1992 einen Tag nach seinem 90. Geburtstag an den Folgen einer Krebserkrankung und ist auf dem Arlington National Cemetery neben seiner zweiten Ehefrau beerdigt.